# Sułoszowa (gmina)
Sułoszowa (hist. gmina Pieskowa Skała) – gmina wiejska w województwie małopolskim, w powiecie krakowskim. W latach 1975–1998 gmina położona była w województwie krakowskim. Jej południowo-wschodnia granica leży ok. 11 km w linii prostej od Krakowa, a zachodnia ok. 5 km od Olkusza.
Siedziba gminy to Sułoszowa. Pozostałe wsie wchodzące w skład gminy to Wielmoża oraz Wola Kalinowska. Większość terenu gminy leży w otulinie Ojcowskiego Parku Narodowego, a jej fragment, Pieskowa Skała, stanowi północną część Parku.
Według danych z 30 czerwca 2024 gminę zamieszkiwało 5651 osób.

## Struktura powierzchni
Według danych z roku 2002 gmina Sułoszowa ma obszar 53,38 km², w tym:
- użytki rolne: 89%
- użytki leśne: 7%

Gmina stanowi 4,34% powierzchni powiatu.

## Demografia
Dane z 30 czerwca 2004:
| Opis                              | Ogółem | Ogółem | Kobiety | Kobiety | Mężczyźni | Mężczyźni |
| --------------------------------- | ------ | ------ | ------- | ------- | --------- | --------- |
| Jednostka                         | osób   | %      | osób    | %       | osób      | %         |
| Populacja                         | 5904   | 100    | 2954    | 50      | 2950      | 50        |
| Gęstość zaludnienia [mieszk./km²] | 110,6  | 110,6  | 55,3    | 55,3    | 55,3      | 55,3      |

Siedemnasta pod względem liczby mieszkańców gmina, na 17 gmin powiatu krakowskiego.

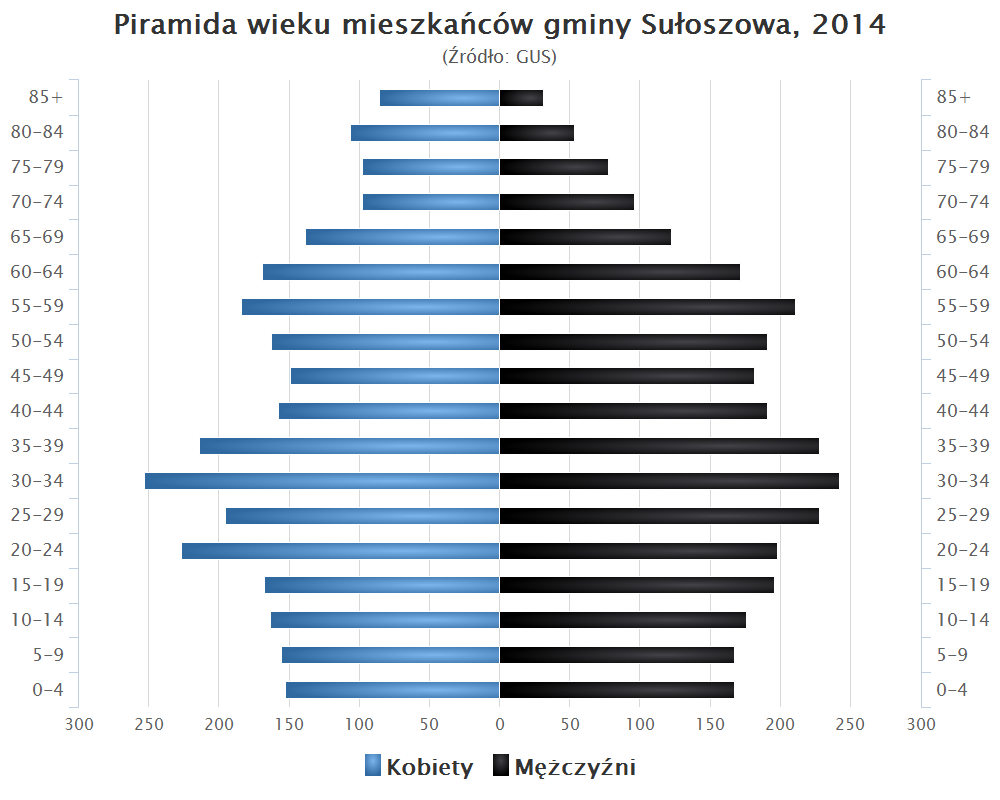
Piramida wieku mieszkańców gminy Sułoszowa w 2014 roku

## Sołectwa
Sułoszowa I,Sułoszowa II, Sułoszowa III, Wielmoża, Wola Kalinowska.

## Sąsiednie gminy
Jerzmanowice-Przeginia, Olkusz, Skała, Trzyciąż.

## Zabytki
Obiekty wpisane do rejestru zabytków nieruchomych województwa małopolskiego.
- Kościół Najświętszego Serca Pana Jezusa w Sułoszowej,
- Zagroda nr 210 w Sułoszowej,
- Zagroda nr 375 w Sułoszowej,
- Zamek Pieskowa Skała.

## Religia
- Kościół rzymskokatolicki: jedna parafia